# 瓦里夫西克
50°57′10″N 29°28′58″E / 50.95278°N 29.48278°E
瓦里夫斯克（烏克蘭語：Варівськ）是位於烏克蘭北部的村莊，由基辅州维什霍罗德区的伊萬基夫市鎮負責管轄。該村面積为2平方公里，海拔高度159米，2001年人口有462，人口密度231人/平方公里。